# Suzaku (teleskop)
Suzaku (początkowo Astro E-2) – japoński teleskop kosmiczny używany do obserwacji z dziedziny astronomii rentgenowskiej, powstały w celu zastąpienia utraconego w 2000 roku teleskopu Astro-E. Wystrzelony w 2005 rakietą M-5-6 stał się piątym japońskim teleskopem rentgenowskim na orbicie okołoziemskiej. Nazwa teleskopu pochodzi od mitycznego chińskiego ptaka.

## Instrumenty teleskopu
- X-ray Telescope (XRT)
- X-ray Spectrometer (XRS)
- X-ray Imaging Spectrometer (XIS)[3]
- Hard X-ray Detector (HXD) (wykorzystuje kryształy krzemianu gadolinu Gd2SiO5(Ce) i germanianu bizmutu Bi4Ge3O12)

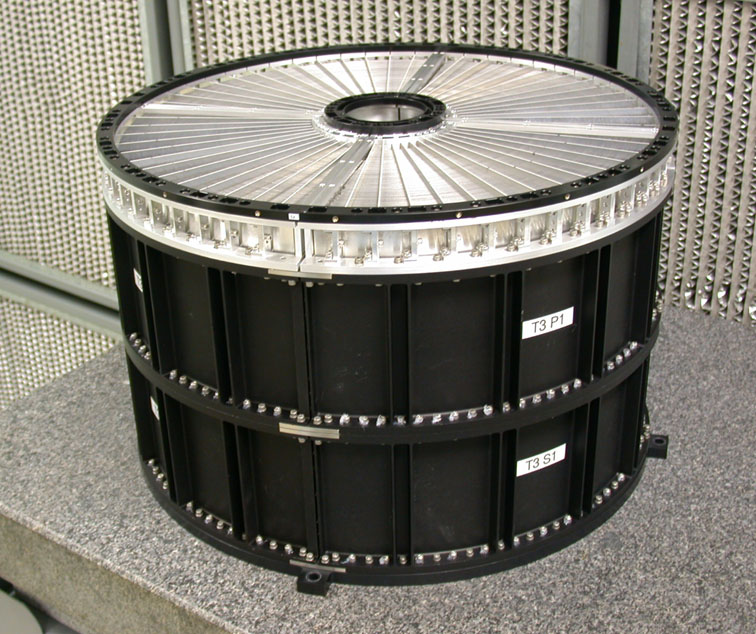
X-ray Telescope (XRT)
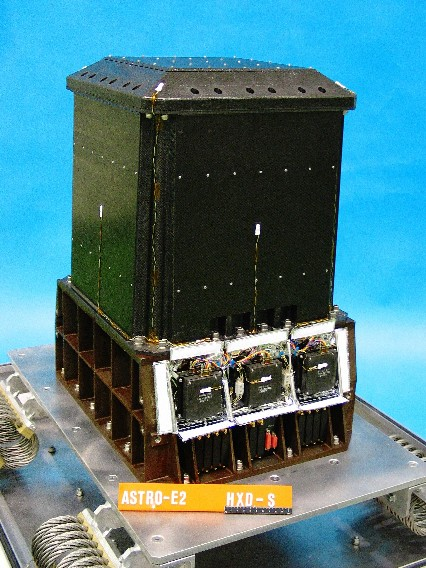
Hard X-ray Detector (HXD)
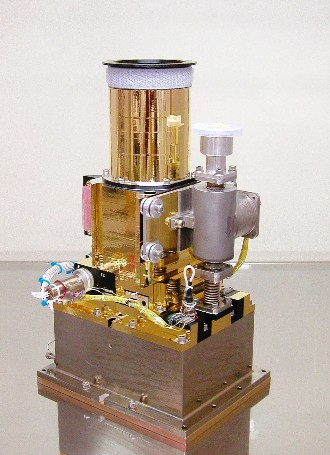
X-ray Imaging Spectrometer (XIS)
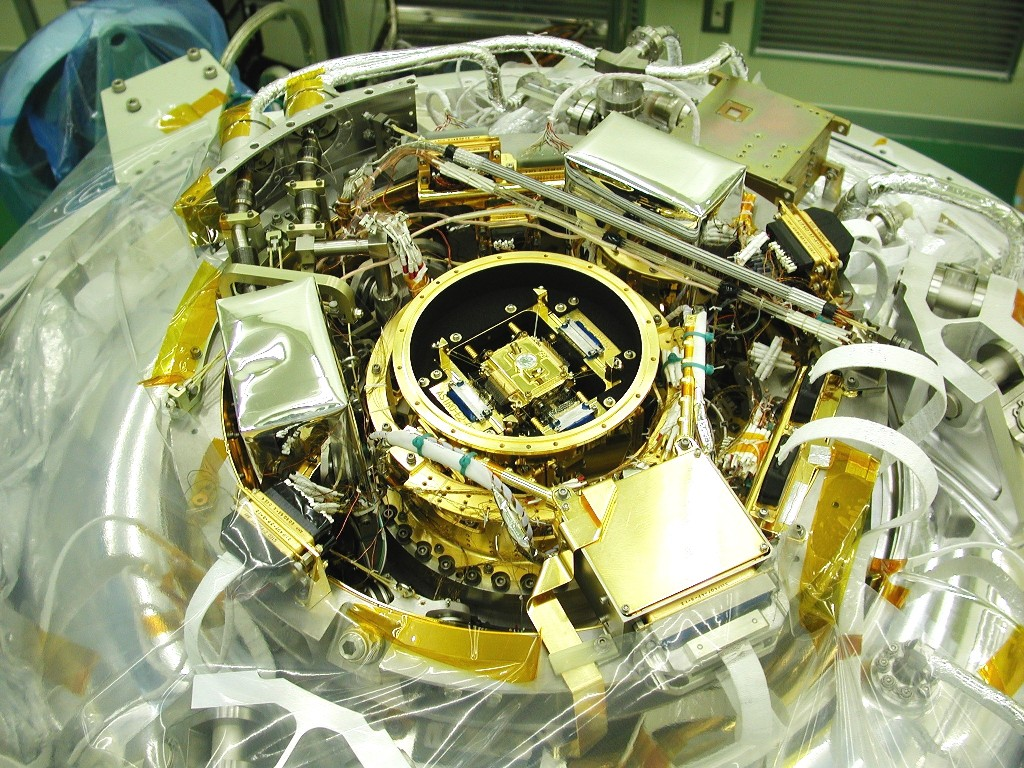
X-ray Spectrometer (XRS)